# Nationalpark Sächsische Schweiz
Nationalpark Sächsische Schweiz (dansk: Nationalpark Sachsisk Schweiz) er en tysk nationalpark i Elbens Sandstensbjerge ved den tjekkiske grænse. Den ligger øst for Dresden, hvor floden Elben løber ind i delstaten Sachsen. Nationalparken er omkring 93,5 km² stor, og har eksisteret siden 12. September 1990. Den ligger i en større fredning på godt 400 km², som har status af landskabsbeskyttelsesområde (Landschaftsschutzgebiet). Tilsammen kaldes området for Det Sachsiske Schweiz.

## Nationalparken
Nationalpark Sachsisk Schweiz omfatter – i to adskilte områder – i Landkreis Sächsische Schweiz dele af byerne og kommunerne Bad Schandau, Hohnstein, Kirnitzschtal, Königstein, Lohmen, Porschdorf, Rathen, Sebnitz, Stolpen og Stadt Wehlen.
Sammen mede den omgivende naturpark (Landschaftsschutzgebiet) udgør nationalparken Nationalparkregion Sächsische Schweiz, eller Det Sachsiske Schweiz på dansk. I den tjekkiske del af Elbens Sandstensbjerge (Elbsandsteingebirge) fortsætter naturområdet i Nationalpark Bøhmisk Schweiz. Samlet set kendes hele området også som Det Bøhmisk-Sachsiske Schweiz.
Det højeste punkt i nationalparken er kun på 556 moh. og er for de tyske Mittelgebirge atypisk lavt. Sachsisk Schweiz er alligevel kendt for sine dybe kløfter, således at man på et lille areal kan møde flere klimazoner.
Nationalparken byder på omkring 400 km markerede vandreveje 50 km cykelruter, talrige bjerghoteller og 755 klatreklipper med ca. 12.600 opstigningsmuligheder. 